# Journal d'un prince banni
Le Journal d'un prince banni est un livre écrit par le prince Moulay Hicham Al Alaoui, publié aux éditions Grasset le 9 avril 2014. 
Compte tenu de la personnalité de son auteur (il est surnommé le « Prince rouge » ou le « Prince rebelle » pour ses positions tranchées sur une réforme de la monarchie) et de sa position au sein de la famille royale (troisième en ligne de succession au trône), le livre a été jugé, avant même sa sortie, comme « potentiellement explosif, », puisqu'il raconte les souvenirs du jeune prince et sa vision de la monarchie de l'intérieur, une première au Maroc. Dans une interview à Europe 1 à l'occasion de la sortie du livre, l'auteur déclarait lui-même : « Le devoir d'un prince c'est de se taire, moi, j'ai choisi de parler ».
Ces mémoires relatent en particulier ses rapports conflictuels avec Hassan II puis Mohamed VI, et plaide pour l'abolition du Makhzen, le système qui désigne la cour, les institutions liées au palais et les proches conseillers du roi.

## Réception
Dès sa parution, le livre a fait couler beaucoup d'encre au Maroc mais n'a pas fait l'objet de censure. Il est entré dans la liste des dix meilleures ventes de livre en France dans la catégorie « essais », une semaine après sa parution.[réf. nécessaire]